# Walentin Czistiakow
Walentin Wiktorowicz Czistiakow (ros. Валентин Викторович Чистяков, ur. 1 listopada 1939 w Rostowie nad Donem, zm. 28 lipca 1982) – radziecki lekkoatleta, płotkarz, dwukrotny olimpijczyk.
Zajął 6. miejsce w finale biegu na 110 metrów przez płotki na igrzyskach olimpijskich w 1960 w Rzymie. Zwyciężył w tej konkurencji oraz w sztafecie 4 × 100 metrów (w składzie: Anatolij Michajłow, Edwin Ozolin, Łeonid Barteniew i Czistiakow) na uniwersjadzie w 1961 w Sofii. Na mistrzostwach Europy w 1962 w Belgradzie Czistiakow zajął 6. miejsce w biegu na 110 metrów przez płotki. Awansował do półfinału tej konkurencji na igrzyskach olimpijskich w 1964 w Tokio, ale został w nim zdyskwalifikowany.
Zdobył srebrny medal w biegu na 50 metrów przez płotki na  europejskich igrzyskach halowych w 1967 w Pradze, za Włochem Eddym Ottozem, a przez swym rodakiem Anatolijem Michajłowem. Na kolejnych europejskich igrzyskach halowych w 1968 w Madrycie zajął w tej konkurencji 6. miejsce.
Czistiakow był wicemistrzem ZSRR w biegu na 110 metrów przez płotki w latach 1959, 1961, 1962 i 1964 oraz brązowym medalistą na tym dystansie w 1965, 1967 i 1968 Jego rekord życiowy w tej konkurencji wynosił 13,7 s (ustanowiony 15 czerwca 1968 w Rydze).
Jego żona Natalja Czistiakowa była sprinterką, medalistką olimpijską z 1968 w biegu na 400 metrów, a ich syn Wiktor Czistakow tyczkarzem, dwukrotnym olimpijczykiem.